# Lemnaphilopius lemnaphilae
Lemnaphilopius lemnaphilae är en stekelart som först beskrevs av Muesebeck 1939.  Lemnaphilopius lemnaphilae ingår i släktet Lemnaphilopius och familjen bracksteklar. Inga underarter finns listade i Catalogue of Life.